# دولاهان

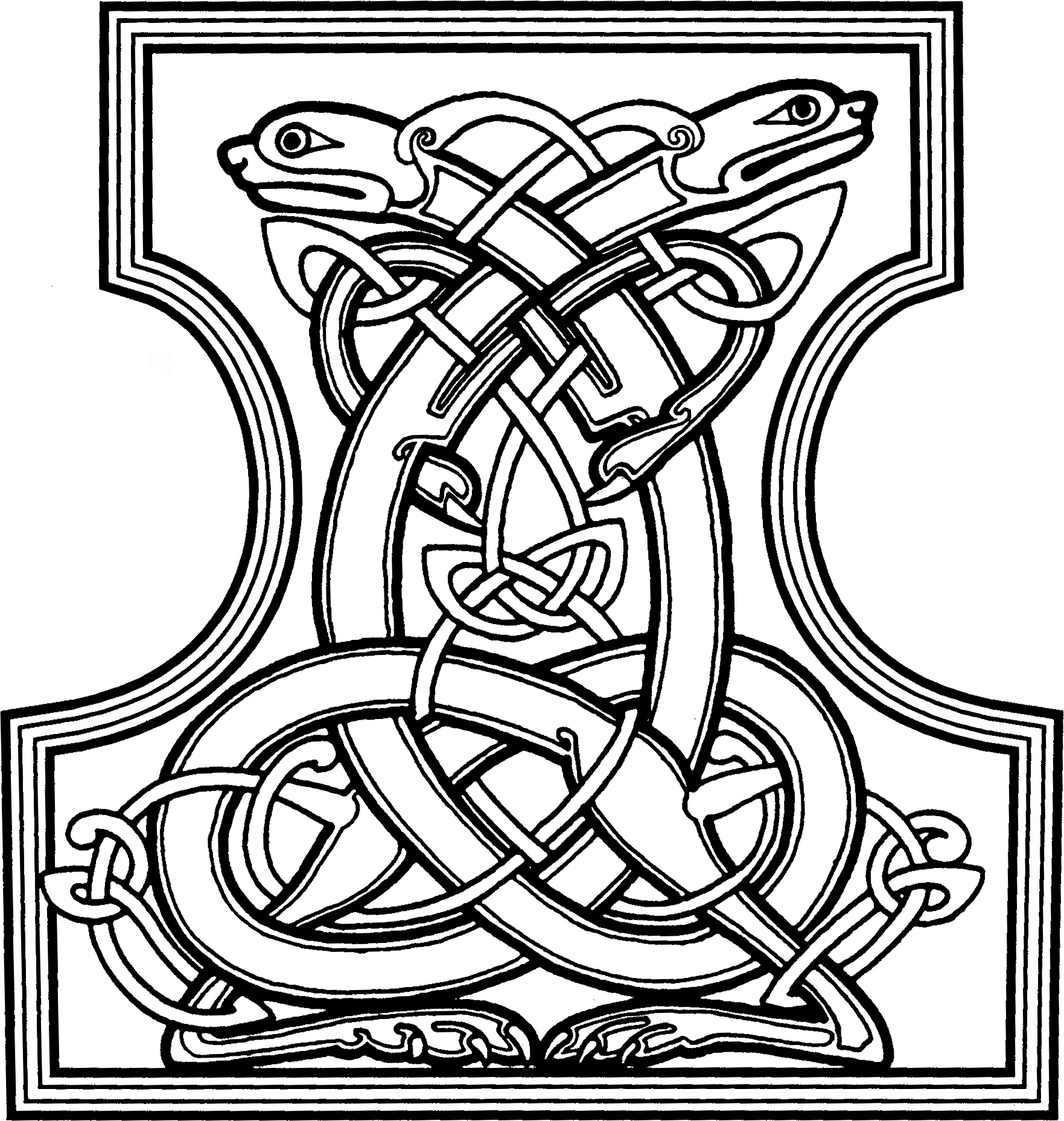

دولاهان الإيرلاندي (يُعرف بـغان سين وتعني «بلا رأس» بالأيرلاندية) وهو نوع من الجنيات الخرافية.

## الأسطورة
دولاهان هو فارس بلا رأس على ظهر حصان أسود ويحمل رأسه تحت ذراعه. عيون الرأس صغيرة، وسوداء، وجاحظة. في حين أن الفم يبتسم ابتسامة عريضة بشعة. ولون لحم الوجه يشابه لون الجبن العفن. يستخدم دولاهان العمود الفقري للبشر كسوط، وعربته مجهزة باغراض جنازة (كالشموع في الجماجم لإضاءة الطريق، والعجلات من عظام الفخذ، وغطاء العربة مصنوع من دود ممضوغ أو جلد إنسان مجفف). حين يتوقف دولاهان عن التجوال فإن هذا يعني أن شخصًا ما على وشك الموت. ينادي دولاهان باسم الشخص وفي تلك اللحظة يموت على الفور.
يستحيل قطع طريق دولاهان، فكل الأقفال والبوابات تُفتح له عندما يقترب. لايمكن لأحد ان يراقب دولاهان وهو يقوم بمأموريته، ومن يجرؤ على ذلك فإن حوضًا من الدماء سيسكب عليهم ليترك علامة على اقتراب موتهم، أو يهاجم عيون المتفرجين بالسياط. يخاف دولاهان من الذهب فحتى دبوس ذهبي واحد يجعل دولاهان يرحل بعيدًا.

## في الثقافة الشعبية
- في لعبة الفيديو Blue Dragon الدولاهان كان أكثر وحشية على شكل قنطور (مثل فرانكي امامcp9 في انمي one piece) آلي بلا رأس.
- في سلسلة الرواية الخفيفة دورارارا!! والحاصلة على أنمي تكون الشخصية سيلتي ستورلوسون دولاهان من إيرلاندا جاءت لليابان لتبحث عن رأسها وذكرياتها المفقودة. ويتم تصويرها على أنها امرأة خالدة لها قوى خارقة ويُمكن لحصانها ان يكون دراجة نارية سوداء.
- وفي لعبة الفيديو المحمولة Golden Sun: The Lost Age يكون الرئيس الاختياري الأقوى في اللعبة
- في الانمي Monster Musume (متحف الوحش) الشخصية لالا هي دولاهان.
- في أنمي The Devil is a Part-Timer! دراجة ساتان جايكوب/ساداو ماو مسماة دولاهان.
- في الانمي Demi-chan wa Kataritai (مقابلة مع الفتيات الوحوش) الشخصية ماتشي كيوكو هي دولاهان